# Inguszetia

Mapa polityczna Kaukazu

Inguszetia (ing. ГIалгIай Мохк, Ghalghaj Mochk) – autonomiczna republika wchodząca w skład Federacji Rosyjskiej, położona na północnych zboczach Kaukazu. W ramach federacji Inguszetia graniczy z Osetią Północną oraz Czeczenią, ma także zewnętrzną granicę z Gruzją.

## Geografia
Republika jest niewielka, odległość granic ze wschodu na zachód wynosi 72 km, z północy na południe – 144 km. Klimat kontynentalny, średnia temperatura w lipcu + 21 °C, średnia temperatura w styczniu -5 °C.

### Strefa czasowa
Inguszetia należy do moskiewskiej strefy czasowej (MSK). UTC +3:00 przez cały rok. Wcześniej, przed 27 marca 2011 roku, obowiązywał czas standardowy (zimowy) strefy UTC+3:00, a czas letni – UTC+4:00.

## Demografia

### Podział etniczny
|                  | 1926           | 1941           | 2007            | 2010            |
| ---------------- | -------------- | -------------- | --------------- | --------------- |
| Ingusze          | 69 930 (93,1%) | 80 461 (58,0%) | 366 058 (77,4%) | 385 537 (94,1%) |
| Czeczeni         | 2 573 (3,4%)   | 7 849 (5,7%)   | 98 405 (20,8%)  | 18 765 (4,6%)   |
| Rosjanie         | 923 (1,2%)     | 43 398 (31,8%) | 5 588 (1,3%)    | 3 321 (0,8%)    |
| inne narodowości | 1 707 (2,3%)   | 6 369 (4,6%)   | 5 276 (1,1%)    | 2 009 (0,5%)    |

### Urbanizacja
Według danych za 2004 w republice mieszkało ponad 468 tys. mieszkańców, w tym ludność miejska – 41,6%, wiejska – 58,4%.

## Historia

### Podbój Inguszetii
Kolonizacja Kaukazu przez Rosję aktywnie rozpoczęła się jeszcze za czasów Iwana Groźnego i trwała podczas wojen rosyjsko-tureckich. Ingusze, nieprzyzwyczajeni do zależności od obcych, wielokrotnie podnosili się przeciwko Imperium Rosyjskiemu, tłumieni przez rosyjskie władze z wyjątkową brutalnością.
Wraz z nadejściem Rosji część terytoriów zamieszkanych przez Inguszów została przekazana kozakom terskim. Na wcześniej należących do Inguszów ziemiach utworzono pas kozackich stanic, dzielących Inguszetię na równinę i góry.
Na zachodzie Inguszetii zbudowano dwie duże rosyjskie twierdze, Władykaukaz i Nazran, w których stacjonowały wojskowe garnizony z licznymi żołnierzami. Obecność silnego kontyngentu wojskowego powstrzymywała miejscową ludność przed otwartym wystąpieniem przeciwko Imperium Rosyjskiemu.
Niemniej jednak, w XIX wieku ruch oporu Inguszów nabrał znacznego impetu. Górale zaczęli aktywnie opierać się kolonizatorom ingerującym w ich wiekowe tradycje i styl życia. W odpowiedzi władza carska zorganizowała serię zbrojnych ekspedycji do buntowniczych wiosek, nazywanych aulami. Rosyjskie dowództwo specjalnie rekrutowało inne narodowości kaukaskie do udziału w ekspedycjach karnych, nie ukrywając chęci skłócenia górali między sobą. Baron Rosen, główny zarządca spraw granicznych w regionie kaukaskim, pisał: „Zgodnie z najwyższym rozkazem wykorzystywać mieszkańców górskich przeciwko sobie dla wzmocnienia wzajemnej nienawiści, znajdują się przy moim oddziale Osetyńczycy i oddziały milicji z górali pochodzących z Gruzji”. W 1825 roku rosyjskie wojska wyprawiły się wzdłuż rzek Fortanga i Assa do aulów Orstchojczyków. W tym samym roku stłumione zostało powstanie Inguszy w osadzie Jandare.
W lipcu 1830 roku wojska rosyjskie pod dowództwem generała Abchazowa wkroczyły do Górnej Inguszetii. W wyniku tej ekspedycji zniszczono wiele inguskich aułów, szczególnie ucierpiała osada Eban, której mieszkańcy stawiali wojskom znaczny opór. Wieże Ebanu zostały wysadzone.
Kolonialna polityka Imperium Rosyjskiego na Kaukazie zaostrzyła się w drugiej połowie XIX wieku. Nie radząc sobie z nieustającym partyzanckim i powstańczym ruchem górali, rząd Rosji zaplanował likwidację małych wsi i przymusowe przesiedlenie Inguszów do większych miejscowości (nie mniej niż 300 gospodarstw). Postanowiono również zakazać góralom noszenia broni białej, co było sprzeczne z lokalnymi tradycjami. Wszystko to doprowadziło do wielkiego powstania narzanowskiego w regionie w 1858 roku. Po stłumieniu buntu, rosyjskie dowództwo wojskowe surowo ukarało uczestników: część powstańców powieszono, część poddano karom cielesnym, część zesłano na katorgę lub do kopalń.
Dla realizacji planu likwidacji małych wsi, Inguszów wraz z rodzinami i całymi aulami wypędzano z ziemi, na której żyli przez wieki. Miało to dwa cele: zaludnienie żyznych ziem etnicznymi Rosjanami oraz zapobieżenie przyszłym powstaniom. W rezultacie Ingusze znaleźli się faktycznie w izolacji w skalistych górach, nieprzydatnych do wypasu i uprawy roli. W regionie zapanowały głód i ubóstwo. Ponadto wielu Inguszów przymusowo przesiedlono do innych powiatów, specjalnie organizując osadnictwo tak, aby w jednym miejscu zamieszkiwało nie więcej niż 2-3 inguskie rodziny. Część Inguszów także przeniesiono do Turcji wraz z Adygejczykami (Czerkiesami) podczas tragicznego okresu znanego jak ludobójstwo Czerkiesów.
W 1865 roku do Turcji przeniosło się, nawet według zaniżonych oficjalnych danych, 22 tysiące Czeczenów i około 3-5 tysięcy Inguszów (głównie Orstchojczyków). Przesiedleńcy-mudżahedini znaleźli się w Turcji w trudnej sytuacji, wielu zginęło w drodze, utonęło w morzu, inni zmarli na skutek epidemii i głodu.

### Okres władzy sowieckiej
Po rewolucji październikowej w 1917 roku wielu Inguszy uwierzyło obietnicom bolszewików dotyczącym sprawiedliwego rozwiązania kwestii narodowej i wyjścia z ucisku carskiego reżimu, aktywnie ich popierając. Do tego przyczyniło się również to, że kozackie oddziały białej armii pod dowództwem Denikina brutalnie eksterminowały ludność inguską, oskarżając ją o „narodowy bolszewizm”. Około 15 tysięcy Inguszy zginęło walcząc po stronie władzy sowieckiej u boku Czerwonej Armii.
Jednocześnie jednak część Inguszów wybrała inną drogę – utworzenie niezależnego państwa górali Północnego Kaukazu. W listopadzie 1917 roku ogłoszono utworzenie niezależnej Górskiej Republiki, która łączyła wiele narodów Północnego Kaukazu, w tym Inguszów. Przewodniczącym parlamentu był znany inguski działacz społeczny Wasan-Girej Dżabagijew. Jednakże wojska Czerwonej Armii obaliły rząd Górskiej Republiki, a w 1924 roku utworzono Inguski Obwód Autonomiczny ze stolicą we Władykaukazie.
Sowieci zlikwidowali szariat pomimo wcześniejszych obietnic jego zachowania dla ludów wyznających islam. Zakazano również górskiego prawa – adatu. Arabski alfabet został zastąpiony łaciną, a następnie – cyrylicą. Przedstawiciele władzy sowieckiej przeszkadzali w zachowaniu narodowych tradycji i obyczajów, zakazując noszenia sztyletów, a zamiast obiecanej ziemi zaczęli nakłaniać lokalną ludność do wstępowania do kołchozów. Zostali zastrzeleni wybitni religijni liderzy inguscy, wielu zostało również aresztowanych i zesłanych do obozów. Wszystko to doprowadziło do wzrostu nastrojów protestacyjnych w regionie, okresowo dochodziło do konfliktów, które przeradzały się w zbrojny opór.
15 stycznia 1934 roku Autonomiczne Obwody Czeczeński i Inguski zostały połączone w Czeczeńsko-Inguski Autonomiczny Obwód, przekształcony w 1937 roku w Czeczeńsko-Inguską ASRR (Czeczeńsko-Inguska Autonomiczna Socjalistyczna Republika Radziecka). W nocy z 31 lipca na 1 sierpnia 1937 roku zgodnie z wcześniej sporządzonymi listami NKWD przeprowadzono tzw. "generalną operację przeciwko antysowieckim elementom" we wszystkich aulah i rejonach. Dla wszystkich oskarżonych wydano prokuratorskie postanowienie o areszcie, w którym przewidywano albo rozstrzelanie, albo wysłanie do obozów. Dokładna liczba rozstrzelanych jest niemożliwa do ustalenia. W piwnicy od północy budynku NKWD w Groznym została wyposażona specjalna egzekucyjna komora dla dużych grup skazanych. Tzw. "Komora Etapowa" była hermetycznie izolowana, z zewnątrz prowadziły do niej strzelnicze punkty z dachu i ze ścian, z których dokonywano masowych egzekucji za pomocą broni automatycznej. Zwłoki rozstrzelanych były wywożone nocą ciężarówkami, przykrytymi plandeką, do Wzgórza Goriaczewodzkiego, gdzie przeprowadzano masowe pochówki, później maskowane jako "rezerwat".
Dziesięć lat po utworzeniu Czeczeńsko-Inguski Obwodu Autonomicznego, szef NKWD Ławrientij Beria zatwierdził "Instrukcję dotyczącą procedury wysiedlenia Czeczenów i Inguszów". Na podstawie sfabrykowanych oskarżeń dotyczących współpracy z nazistami, działalności antyradzieckiej i bandytyzmu, całe narody były w krótkim czasie przymusowo wysiedlane z regionu. Od 23 lutego do 9 marca 1944 roku trwała tzw. operacja "Czeczewica", przymusowa deportacja obywateli narodowości czeczeńskiej i inguskiej z terytorium Czeczeńsko-Inguskiej ASRR i sąsiednich obszarów do Kazachstanu i Kirgistanu (oraz częściowo do Uzbekistanu i Tadżykistanu). Niemal pół miliona ludzi zostało stłoczonych w wagonach przeznaczonych dla bydła i w ciągu kilku dni wywiezionych na tereny nieprzystosowane do zamieszkania. W trakcie wysiedlenia oraz w pierwszych latach po nim zginęło około 100 tysięcy Czeczenów i 23 tysiące Inguszów (prawie co czwarty z obu narodów).
Po deportacji rdzennych mieszkańców podjęto działania mające na celu zatarcie śladów ich obecności na tych terenach: osadom nadawano rosyjskie nazwy, profanowano i plądrowano meczety i cmentarze, nagrobki wykorzystywano do prac budowlanych i drogowych, palono książki w języku czeczeńskim i inguskim, a z zachowanych usuwano wzmianki o Wainachah, z muzealnych kolekcji usuwano "niepoprawne politycznie" eksponaty, niszczone i rabowane były rękopisy i biblioteki, złote i srebrne ozdoby, broń, dywany, naczynia, meble itp. Ani deportacja narodów, ani likwidacja ich państwowości, ani zmiana granic nie były legalne i były absolutnym arbitralnym działaniem władz sowieckich. Jakiekolwiek oskarżenia o masową współpracę z nazistami były kłamstwem, ponieważ terytoria Czeczenii i Inguszetii nigdy nie znalazły się pod niemiecką okupacją.
24 listopada 1956 roku Prezydium KC KPZR podjęło uchwałę w sprawie przywrócenia narodowej autonomii Czeczeńskiego i Inguskiego Ludu. Rejon Prigorodny pozostał w składzie Osetii Północnej. W ramach rekompensaty do CzIASSR włączono trzy rejony Obwodu Stawropolskiego – Naur, Szołkowski i Kargaliński, które obecnie administracyjnie należą do Republiki Czeczeńskiej.
Pomysły na powrót ziemi i przywrócenie historycznej sprawiedliwości były popularne wśród Inguszów od czasów ich powrotu z deportacji. Na przykład w styczniu 1957 roku delegacja inguska (37 osób) udała się do Moskwy z prośbą o przekazanie Rejonu Prigorodnego do składu Czeczeńsko-Inguskiej ASRR.
W 1963 roku władze Północnej Osetii częściowo zmieniły granice rejonu, wyłączając z niego część osiedli z inguską ludnością i przyłączając obszary po lewej stronie rzeki Terek (obecnie większość rejonu na zachód od Władykaukazu). Wówczas Ingusze po raz pierwszy zgłosili pytanie o zwrot terytorium, ale otrzymali odmowę.
W grudniu 1972 roku grupa aktywistów ruchu narodowego Inguszów wysłała list do KC KPZR pod tytułem "O losie narodu inguskiego", w którym postawiła kwestię powrotu Rejonu Prigorodnego i przywrócenia autonomii inguskiej.
Od 16 do 18 stycznia 1973 roku odbyła się manifestacja na głównym placu Groznego. Została zainicjowana przez Inguszów mieszkających w Rejonie Prigorodnim Północnej Osetii, domagając się zakończenia dyskryminacji ludu. W trakcie manifestacji dołączyli do niej Czeczeni i przedstawiciele innych narodów zamieszkujących Czeczeno-Inguszetię. Liczba uczestników sięgała 15 tysięcy osób. Po trzech dniach większość uczestników podstępem została usunięta z placu. Pozostałych rozproszono za pomocą pałek i armatek wodnych. Około tysiąca osób z grona organizatorów i aktywnych uczestników zostało aresztowanych. Wielu z nich zostało skazanych na podstawie różnych artykułów. Pozostałych uczestników usuwano z partii, zwalniano z pracy, dyskredytowano w lokalnej prasie. Po styczniowych wydarzeniach sytuacja Inguszów nieco się poprawiła, ale sama kwestia Rejonu Prigorodnego, która była przyczyną wystąpienia, nadal nie została rozwiązana.

### Okres Federacji Rosyjskiej
Rozproszeni po terytorium ZSRR Ingusze nie tracili nadziei na utworzenie własnego państwa. Wraz z nadejściem pierestrojki w Inguszetii pojawiły się różne ruchy, których celem było przywrócenie odłączonych terytoriów i deportowanych Inguszy.
30 listopada 1991 roku odbył się ogólnonarodowy inguski referendum w sprawie przywrócenia inguskiej suwerenności poprzez utworzenie Republiki Inguszetii w składzie RFSRR.
4 czerwca 1992 roku Rada Najwyższa Rosji przyjęła Ustawę o utworzeniu Republiki Inguszetii bez określenia granic tej Republiki, co doprowadziło do zaostrzenia sporów terytorialnych w regionie: między Czeczenią a Inguszetią dotyczących Rejonu Sunżańskiego oraz między Inguszetią a Północną Osetią dotyczących Rejonu Prigorodnego. W następujących po tym uzbrojonych starciach MSW i armia Rosji wystąpiły po stronie Osetyjczyków, w wyniku czego wielu Inguszów zginęło lub zostało rannych (rosyjska armia używała artylerii). W rezultacie nawet do 60 tysięcy Inguszów zostało zmuszonych do przesiedlenia się z Władykaukazu i Rejonu Prigorodnego, gdzie stanowili rdzenną ludność, na tereny nowo utworzonej jednostki administracyjnej Inguszetii.
24 października 1992 roku w stolicy Inguszetii, Nazrani, Zjednoczone posiedzenie Trzech Rad Rejonowych Inguszetii i grupy deputowanych z Rejonu Prigorodnego Północnej Osetii, „wyrażając wolę narodu inguskiego i w celu obrony swoich krewnych mieszkających w Północnej Osetii”, podjęło sprzeczne z rosyjskim prawem niezależne decyzje: „zjednoczyć ochotników w oddziały samoobrony i zorganizować ich dyżury we wszystkich miejscowościach Rejonu Prigorodnego Północnej Osetii, gdzie mieszkają Ingusze. Dyżury oddziałów mają być prowadzone do przekazania pod jurysdykcję Republiki Inguszetii wszystkich terytoriów odłączonych przez stalinowski reżim”.
25 grudnia 1993 roku weszła w życie przyjęta w ogólnokrajowym głosowaniu Konstytucja Federacji Rosyjskiej, potwierdzająca istnienie Republiki Inguszetii.

#### Współczesność
W 2018 roku rozpoczęły się protesty w Inguszetii - masowe akcje w Magasie przeciwko Umowie o ustaleniu granicy między regionami, podpisanej przez głowę Inguszetii Junus-Beka Jewkurowa i głowę Czeczenii Ramzana Kadyrowa, a także ratyfikowanej przez deputowanych Zgromadzenia Ludowego Republiki Inguszetii. Po rozpoczęciu protestów do miasta zostały skierowane oddziały Rosgwardii, a także wyłączono mobilny internet.
26-27 marca 2019 roku w Magasie miały miejsce największe protesty domagające się dymisji władz republiki. Demonstracje zakończyły się starciami z policją. Według danych Centrum Praw Człowieka „Memoriał” stan na 11 października 2021 roku, 52 osoby zostały postawione przed sądem za udział w protestach. Ścigani byli nie tylko protestujący, ale także policjanci, którzy próbowali ich bronić. W sierpniu 2022 roku sąd skazał 12 z nich na warunkowe kary, ponieważ stanęli w szeregu między uczestnikami protestu a oddziałami Rosgwardii.
Wiosną 2021 roku dokumentalny film Marianny Kalmikowej „Granica”, opowiadający o protestach Inguszów przeciwko przekazaniu inguskiej ziemi Czeczenii, został wycofany z emisji w Rosji pod zarzutem nawoływania do terroryzmu i działalności ekstremistycznej.
Po rozpoczęciu pełnoskalowej inwazji na Ukrainę władze rosyjskie przeprowadziły mobilizację w Inguszetii, zmuszając inguskich mężczyzn do udziału w okupacji i zbrodniach wojennych, a także tłumiąc wszelkie próby przeciwdziałania mobilizacji.
Na początku 2023 roku aktywiści utworzyli Komitet Niepodległości Inguszetii (KNI) i przyjęli Deklarację. Podjęto również decyzję o utworzeniu armii wyzwoleńczej jako narzędzia do ochrony swoich interesów i praw, w szczególności w przypadku rozpadu Federacji Rosyjskiej.
7 stycznia w Stambule odbył się zjazd zwolenników niepodległości Inguszetii, podczas którego ogłoszono Deklarację. W Deklaracji stwierdzono, że Ingusze nie mają nic wspólnego z "żadnymi zbrodniami popełnionymi przez Rosyjską Imperium, ZSRR i Federację Rosyjską". KNI również oświadczył, że nie uznaje aneksji Krymu i inwazji rosyjskich najeźdźców na terytorium Ukrainy.

## Prezydenci Inguszetii
- Rusłan Auszew – 1993–2004
- Murat Ziazikow – 2004–2008
- Junus-biek Jewkurow – 2008–2019
- Machmud-Ali Kalimatow – 2019–

## Tablice rejestracyjne
Tablice pojazdów zarejestrowanych w Inguszetii mają oznaczenie 06 w prawym górnym rogu nad flagą Rosji i literami RUS.